# Mesopeltita
Mesopeltita is een geslacht van vliesvleugeligen uit de familie Pteromalidae. De wetenschappelijke naam van dit geslacht is voor het eerst geldig gepubliceerd in 1946 door Ghesquière.

## Soorten
Het geslacht Mesopeltita is monotypisch en omvat slechts de volgende soort:
- Mesopeltita truncatipennis (Waterston, 1917)